# Óliver Pérez Martínez
Óliver Pérez Martínez (Culiacán, Sinaloa, 15 de agosto de 1981) es un lanzador de béisbol profesional mexicano de los Toros de Tijuana y de Tomateros de Culiacán en la Liga Mexicana del Pacífico y miembro de la Selección Mexicana de Beisbol. Ha jugado en las Grandes Ligas (MLB) para los Padres de San Diego, los Pirates de Pittsburgh, los Mets de Nueva York, los Marineros de Seattle, los Diamondbacks de Arizona, los Astros de Houston, los Nacionales de Washington y los Indios de Cleveland. También compitió para la selección mexicana de béisbol en los Clásicos Mundiales de Béisbol de 2006, 2009, 2013 y 2017.

## Carrera profesional

### San Diego Padres
En 1999 fue contratado por los Padres de San Diego como agente libre amateur en 1999. Con ellos hizo su debut en 2002. 

### Pittsburgh Pirates
En agosto de 2003, Pérez fue enviado a Pittsburgh junto con Jason Bay y Cory Stewart a cambio de Brian Giles.
Antes de la 2004, el equipo revisó su mecánica de pitcheo. Su promedio de 10.97 ponches por nueve entradas fue el más alto de las Grandes Ligas (239 SO / 196 IP); su efectividad de 2.98 fue quinto en la Liga Nacional (empatado con Roger Clemens).
Los bates de los Pirates proporcionaron dos o menos carreras en las 16 aperturas de Pérez antes del receso del Juego de Estrellas, lo que hizo que tuviese un récord de 5-4 con cinco sin decisiones a pesar de una efectividad de 3.24. 
En esa temporada, Pérez lanzó al menos seis entradas y permitió tres o menos carreras en 21 de sus 30 aperturas (70%). Durante estas primeras tres temporadas, Pérez había compilado un récord de 20-25 con 474 ponches y una efectividad de 3.86 en 412.2 entradas. Sus 239 ponches ese año son actualmente la tercera mayor cantidad en una temporada de un Pirata moderno, solo detrás de los 276 de Bob Veale 1965 y 250 en 1964.[cita requerida]
Por el contrario, la 2005 de Pérez fue decepcionante. Logró una efectividad de 5.85 en una temporada plagada de lesiones. Los Pirates se vieron obligados a colocarlo en la lista de lesionados el 29 de junio. Se perdió dos meses y medio, regresando en septiembre para registrar una efectividad de 4.58 en 19.2 entradas al final de la temporada. Pérez también había perdido una velocidad significativa con su bola rápida.[cita requerida]
Pérez representó a México en el Clásico Mundial de Béisbol inaugural, donde México fue eliminado en la segunda fase de grupos.
En 2006, Pérez abrió la temporada de los Piratas como titular número uno. El 27 de junio, Pérez fue enviado al bullpen después de luchar durante la primera mitad de la temporada con una efectividad de más de 6.00. El 29 de junio, fue enviado a los Indianapolis Indians de Triple-A, y Tom Gorzelanny fue llamado para reemplazarlo en la rotación titular.

### Mets de Nueva York

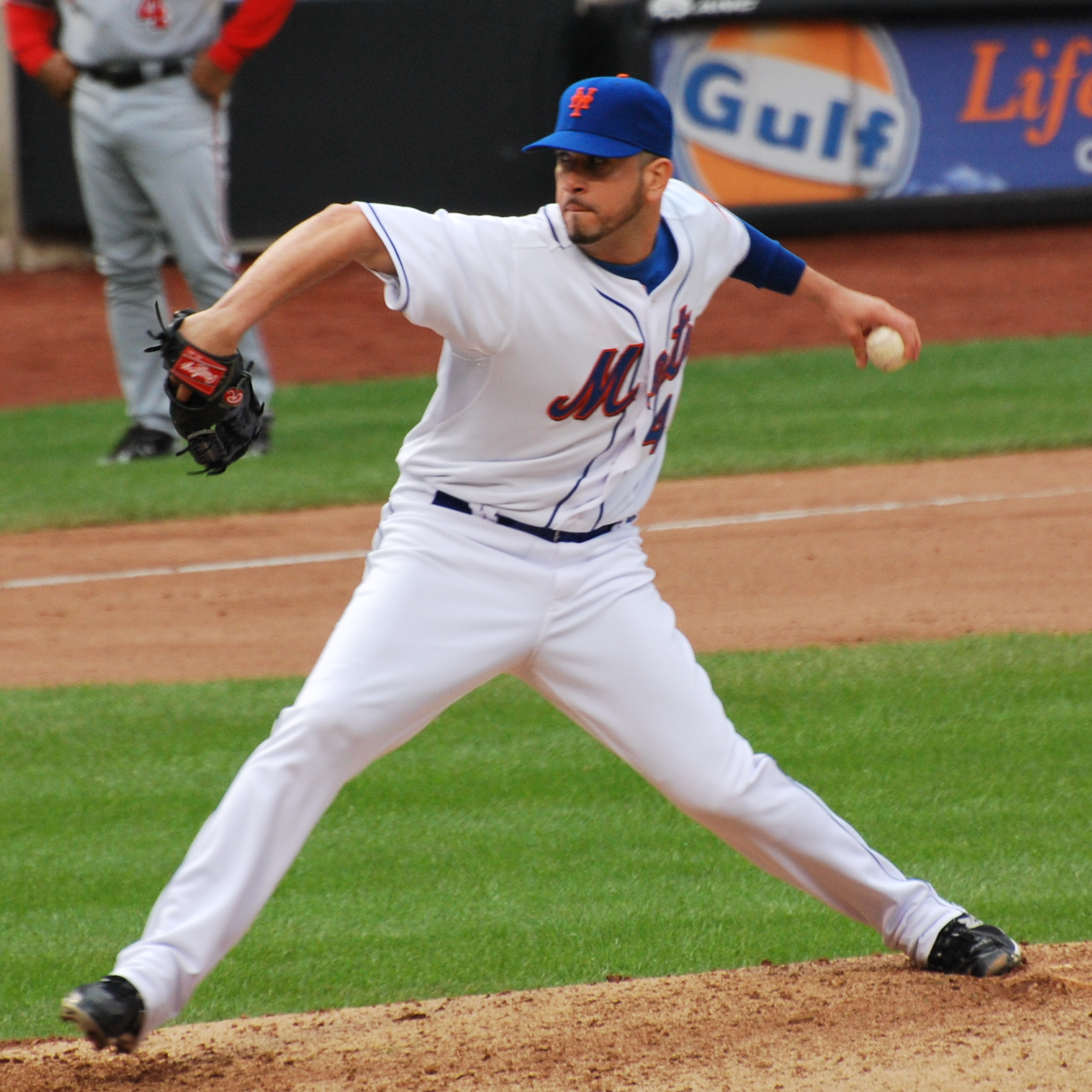
Pérez pitching para la Nueva York Mets en 2010

El 31 de julio de 2006, Pérez y Roberto Hernández fueron canjeados a los Mets de Nueva York a cambio de Xavier Nady. Los Mets asignaron a Pérez a su filial de AAA, los Norfolk Tides. Fue llamado a la lista de Grandes Ligas de los Mets el 26 de agosto de 2006. Después de dos aperturas insatisfactorias, Pérez lanzó una blanqueada completa contra los Bravos de Atlanta en el segundo juego de una doble cartelera el 6 de septiembre.
Su primera apertura en los playoffs llegó en el Juego 4 de la Serie de Campeonato de la Liga Nacional, en el que obtuvo la primera victoria de postemporada de su carrera. Su segunda apertura en los playoffs llegó en el Juego 7 de la Serie de Campeonato de la Liga Nacional de 2006 contra los Cardinals. Lanzó seis entradas, permitiendo una carrera ganada, y estaba en el montículo para la famosa atrapada de Endy Chávez. Los Mets finalmente perdieron el juego 3-1.
Al entrar en la 2007, había preocupaciones sobre el cuerpo de lanzadores de los Mets y si Pérez podría estar a la altura de su potencial. Sin embargo, Pérez terminó la temporada 2007 15-10 con una efectividad de 3.56, ponchando a 174 en 177 entradas lanzadas, mientras caminaba 79 (séptimo más en la Liga Nacional).
En la temporada 2008 la actuación de Pérez fue de contrastes, registrando un récord de 10–7 con una efectividad de 4.22. Por ejemplo, mientras que contra los Gigantes de San Francisco, se fue1⁄3 de entrada permitiendo 5 hits y 6 carreras, todas limpias; contra los Yankees de Nueva York el 29 de junio, estuvo 7 entradas permitiendo solo una carrera con un jonrón de Wilson Betemit, ponchando a 8 bateadores, su mayor cantidad en la temporada. Después del despido del técnico Willie Randolph, Pérez lanzó mejor. A pedido de Pedro Martínez y del entrenador de lanzadores Dan Warthen, cambió su entrega al plato. En lugar de dejar caer la cabeza cuando hizo su entrega, hizo un gesto de reverencia. Lideró las mayores en bases por bolas, con 105, y fue décimo en la Liga Nacional en lanzamientos salvajes, con 9. Sus 17 "juegos sin decisión" fueron las mayores entre los lanzadores abridores de Grandes Ligas en 2008.
El 3 de febrero de 2009, los Mets firmaron a Pérez con un contrato de $ 36 millones por tres años. El 6 de mayo, Pérez fue incluido en la lista de lesionados debido a una tendinitis rotuliana en la pierna derecha. El 26 de agosto, a Pérez le diagnosticaron tendinitis rotuliana en la rodilla derecha y se sometió a una cirugía de fin de temporada. Terminó la temporada 3-4 con una efectividad de 6.82.

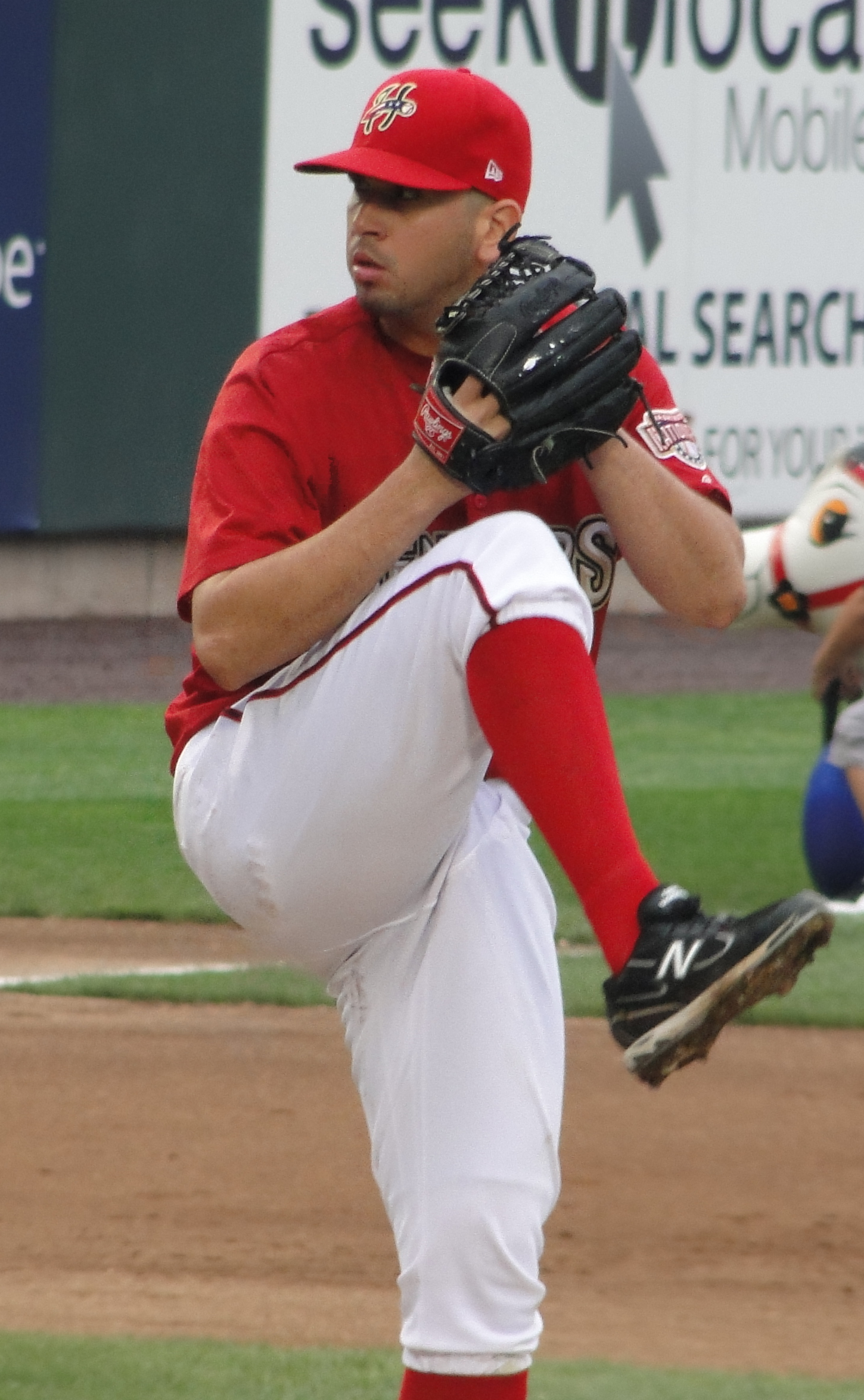
Pérez con el Harrisburg Senadores en 2011

El 15 de mayo de 2010, el mánager Jerry Manuel trasladó a Pérez al bullpen. Pérez rechazó una asignación de ligas menores para trabajar en su pitcheo.
El 5 de junio de 2010, los Mets colocaron a Pérez en la lista de lesionados de 15 días debido a una tendinitis rotuliana de su rodilla derecha. Como Pérez fue colocado en la lista de lesionados poco después de rechazar una asignación a las ligas menores por segunda vez, la liga investigó el momento del período de la lista de lesionados y luego lo resolvió. Después del 21 de julio, Pérez hizo solo seis apariciones, todas en relevo. Pérez terminó la temporada 2010 0-5, con efectividad de 6.80 en 46.1 entradas lanzadas.
Los Mets liberaron incondicionalmente a Pérez el 21 de marzo de 2011, todavía responsable de los $ 12 millones restantes en su contrato.

### Washington Nationals
El 23 de marzo de 2011, los Nacionales de Washington firmaron a Pérez un contrato de ligas menores. Pérez eligió unirse a los Nacionales porque su coordinador de pitcheo, Spin Williams, era su entrenador de pitcheo con Pittsburgh. Pérez fue asignado a los Senadores de Harrisburg de la Clase AA Eastern League. Tuvo marca de 3-5 y lanzó a una efectividad de 3.09 en 15 aperturas, pero no recibió un ascenso. Williams le sugirió a Pérez que debería hacer la transición a un lanzador de relevo.

### Seattle Mariners

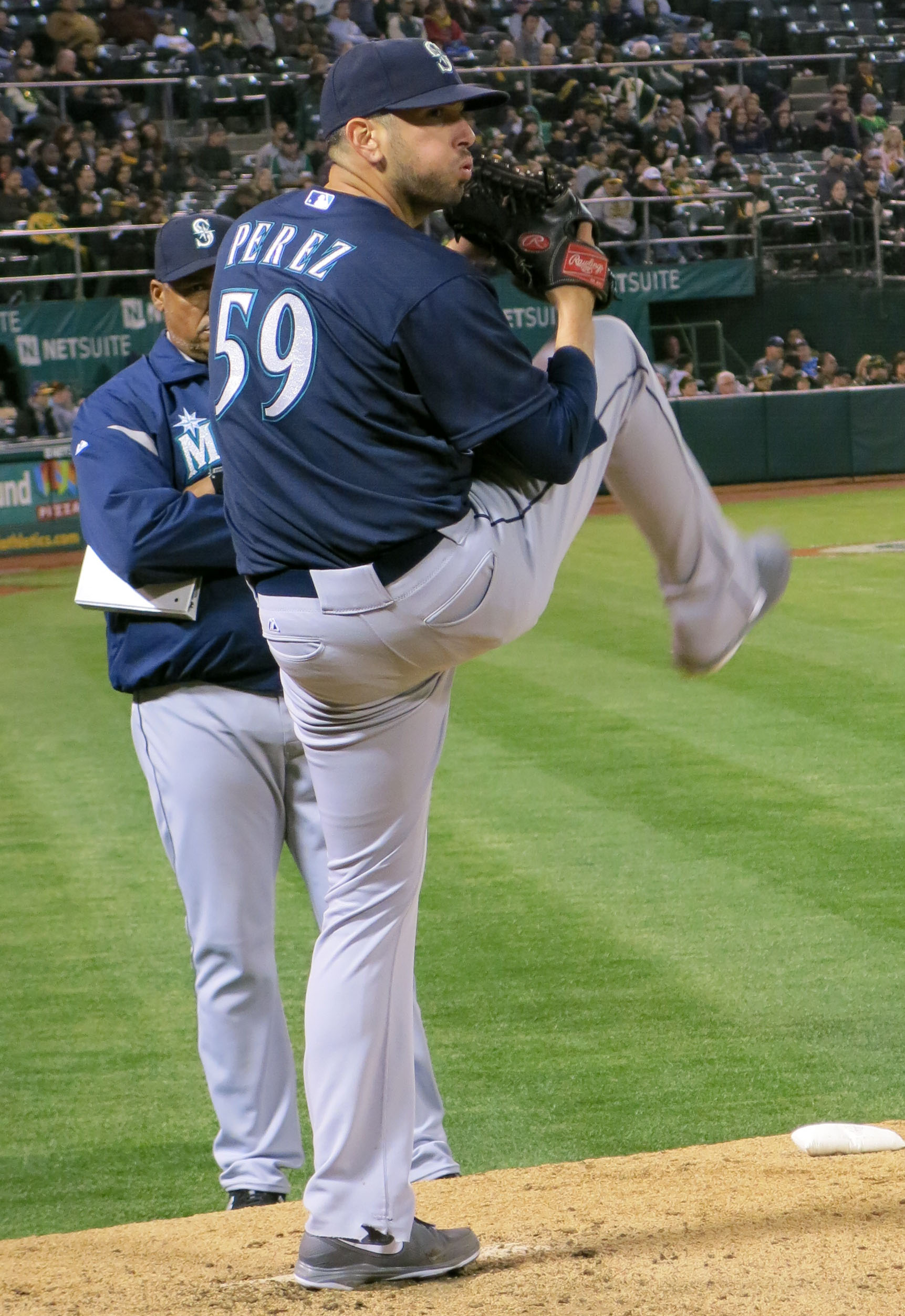
Pérez pitching para la Seattle Mariners en 2013

El 19 de enero de 2012, los Marineros de Seattle firmaron con Pérez un contrato de ligas menores con una invitación a los entrenamientos de primavera. El contrato contenía un bono de $750,000 por hacer la lista de 25 hombres de los Marineros y $ 250,000 en incentivos por desempeño. Pérez hizo 22 apariciones como relevista con los Tacoma Rainiers de la Clase AAA de la Liga de la Costa del Pacífico, tuvo foja de 2-2 con 4.65 de efectividad, y fue ascendido al club de Grandes Ligas el 16 de junio como relevista. En su primer mes de regreso en las mayores desde 2010, los observadores notaron su velocidad mejorada de bola rápida y su proporción de ponches por base por bolas. En 2012, Pérez tuvo marca de 1-3 con efectividad de 2.12 con 29.2 entradas en 33 juegos.
El 3 de noviembre, Pérez firmó un contrato por un año por $ 1.5 millones con hasta $ 600,000 en bonificaciones por desempeño.

### Arizona Diamondbacks
El 10 de marzo de 2014, los Diamondbacks de Arizona confirmaron oficialmente que Pérez había firmado un contrato por dos años y $ 4.25 millones.

### Houston Astros

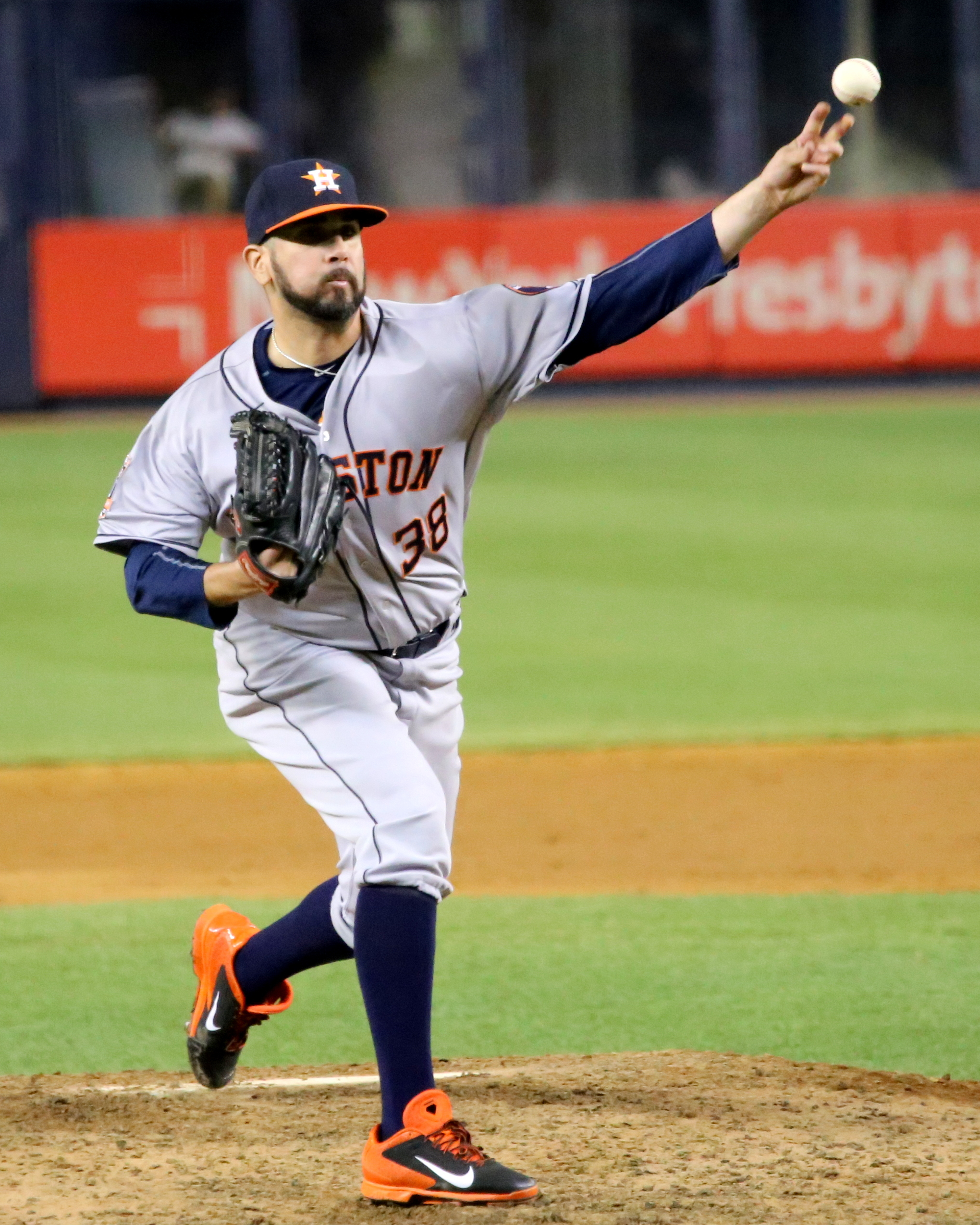
Pérez pitching para el Houston Astros en 2015

El 7 de agosto de 2015, los Diamondbacks de Arizona cambiaron a Pérez a los Astros de Houston por el lanzador de ligas menores Junior García. En 2015 con Houston, tenía foja de 0-3 con efectividad de 6.75. Fue incluido en el roster de los Astros ALDS contra Kansas City, tuvo marca de 0-0 con una efectividad de 27.00 en 2 apariciones mientras que los Astros perdieron en cinco juegos.

### Segundo stint con el Nationals

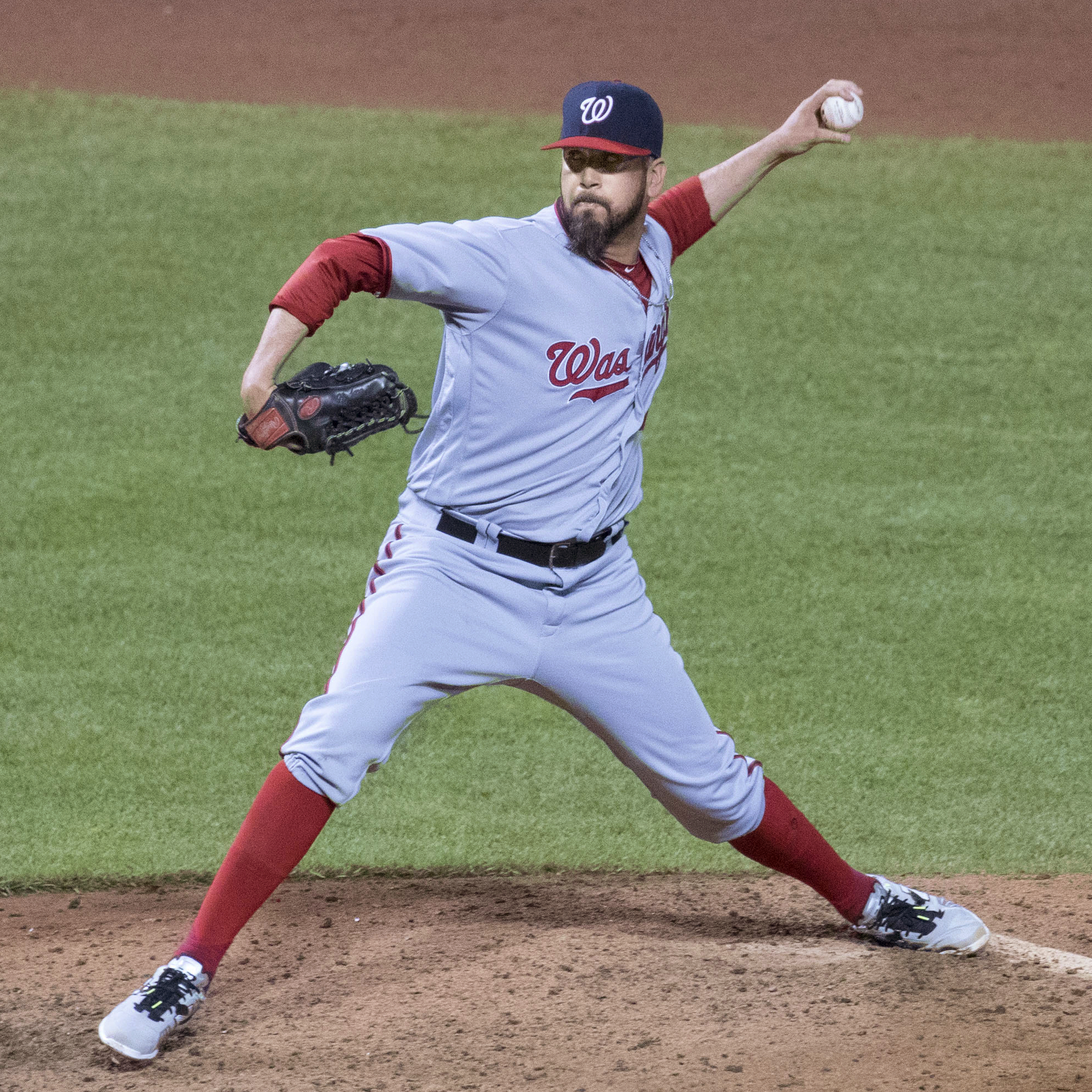
Pérez pitching para el Washington Nationals en 2016

El 11 de diciembre de 2015, Pérez firmó un contrato de dos años y $ 7 millones con los Washington Nationals. El 24 de abril de 2016, con los Nacionales detrás de los Mellizos de Minnesota después de 15 entradas, y con dos outs y el campocorto de los Nacionales Danny Espinosa en la segunda base, Pérez conectó un toque que parecía ser una falta rodante, pero el receptor de Minnesota John Ryan Murphy lo recogió. y lo tiró al intentar un out al principio, lo que permitió a Espinosa anotar la carrera del empate desde segunda. En la siguiente entrada, el jardinero derecho de Washington Chris Heisey conectó un jonrón de apertura para terminar el juego, y a Pérez se le atribuyó la victoria. En 2016, tenía foja de 2-3 con efectividad de 4.95.
En 2017, tenía foja de 0-0 con efectividad de 4.64.

### Cincinnati Reds
El 24 de febrero de 2018, Pérez firmó un contrato de ligas menores con los Rojos de Cincinnati. Quedó en libertad el 22 de marzo de 2018.

### Yanquis de Nueva York
El 31 de marzo de 2018, Pérez firmó un contrato de ligas menores con los Yankees de Nueva York. Fue liberado el 1 de junio de 2018, luego de ejercer una cláusula de exclusión voluntaria que le otorgaría su liberación si no era convocado a las mayores.

### Indios de Cleveland

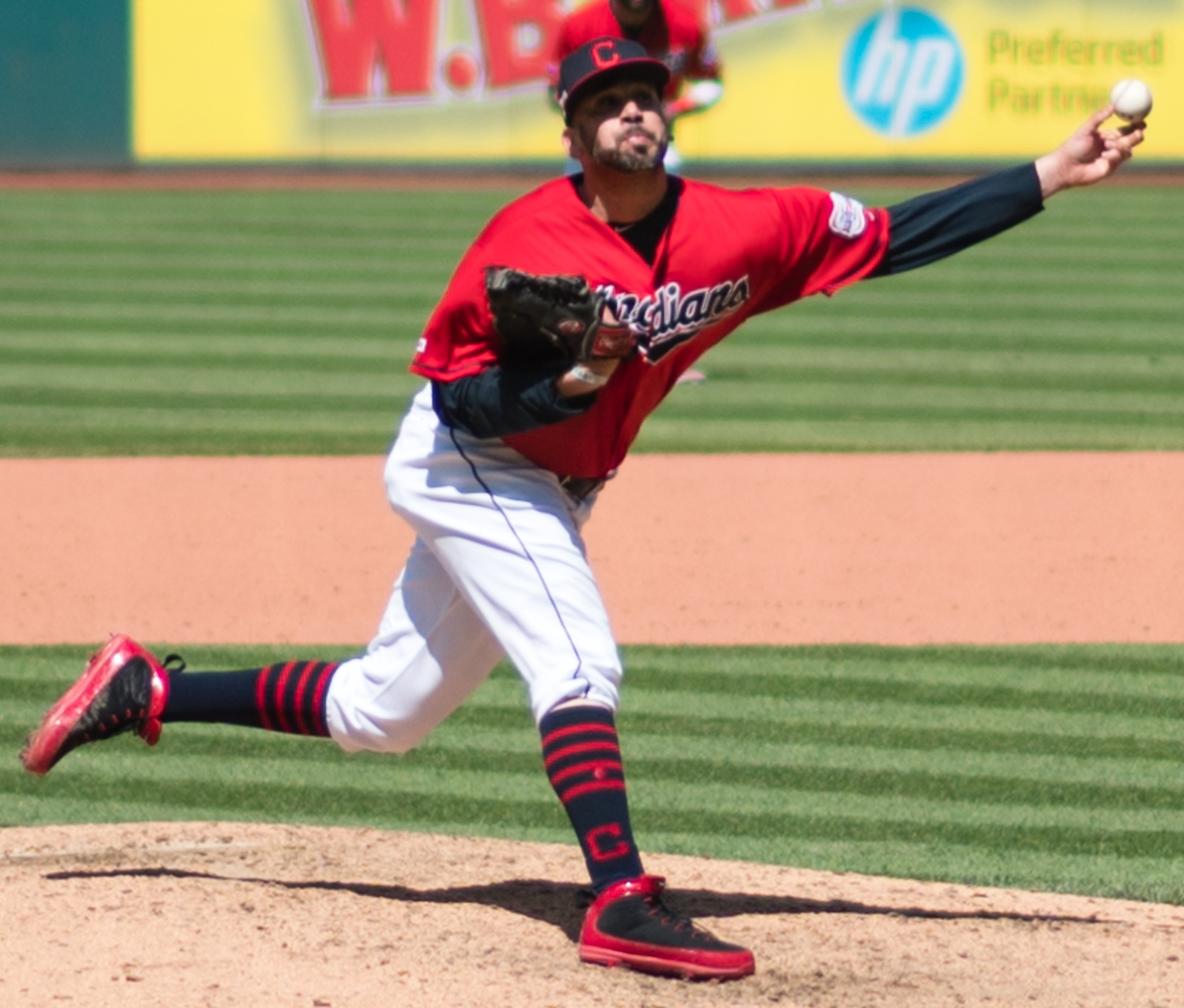
Pérez pitching para el Cleveland indios en 2019

El 2 de junio de 2018, Pérez firmó un contrato de Grandes Ligas con los Indios de Cleveland. Contribuyó a una notable rareza el 29 de junio, cuando registró una aparición de relevo con una base por bolas y sin lanzamientos. Esto se debe a que, según los cambios recientes en las reglas de la MLB, ya no era necesario lanzar cuatro bolas para otorgar una base por bolas intencional. Después de Pérez había sido puesta en juego por el manager Terry Francona al terreno de juego al bateador zurdo Dustin Fowler, Atléticos de Oakland gerente ' Bob Melvin envió bateador diestro Marcos Canha a batear de emergente. Francona luego ordenó una base intencional por bolas, y Canha recibió la primera base sin lanzamientos. Luego Melvin tuvo a Chad Pinder (derecha) como emergente por Matt Joyce (izquierda), por lo que Francona respondió reemplazando a Pérez con el relevista derecho Zach McAllister, convirtiendo así a Pérez en el primer lanzador de Grandes Ligas en lanzar oficialmente en un juego sin lanzar ningún lanzamiento..
Los Indios volvieron a firmar a Pérez con un contrato de un año el 25 de enero de 2019. El acuerdo incluye una opción de adquisición de derechos para la temporada 2020. Para la temporada 2019, Pérez terminó con efectividad de 3.98 en 67 juegos.
El 26 de julio de 2020, Pérez apareció en la decimoctava temporada de su carrera en las Grandes Ligas, convirtiéndose en el jugador mexicano con más antigüedad en la historia de la liga. Con los Indios de Cleveland de 2020, Pérez apareció en 21 juegos, compilando un récord de 1-1 con 2.00 de efectividad y 14 ponches en 18.0 entradas lanzadas.  Se convirtió en agente libre después de la temporada 2020.
El 18 de febrero de 2021, Pérez volvió a firmar con los Indios en un contrato de ligas menores por un salario base de $ 1.25 millones si llega a las mayores, con $ 1.5 millones en incentivos. Los Indios seleccionaron el contrato de Pérez el 27 de marzo de 2021. Pérez lanzó 3.2 entradas sin anotaciones antes de ser designado para asignación el 28 de abril de 2021. El 2 de mayo, Pérez aprobó las exenciones y eligió la agencia libre.

### Toros de Tijuana
El 11 de mayo de 2021 Pérez firmó con los Toros de Tijuana de la Liga Mexicana.

## Vida personal
Pérez y su esposa tienen cuatro hijos. Viven en Paradise Valley, Arizona.